# Alfa Romeo 450
O Alfa Romeo 450 foi um caminhão fabricado pela Alfa Romeo de 1947 à 1959. Sua versão atualizada denominava-se Alfa Romeo 455.
O Alfa Romeo 450 é o sucessor do Alfa Romeo 430. A mais importante diferença entre os dois modelos é a motorização, onde o Alfa Romeo 450 possuí um motor mais potente que o seu antecessor. Os 80 cv (58,8 kW) do Alfa Romeo 430 foram aumentados para 90 cv (66,2 kW) no Alfa Romeo 450. Teve também sua cabine aumentada e em sua grade frontal possuía cinco barras horizontais contra apenas três do modelo 430. O modelo teve uma atualização, sendo esta nomeada de Alfa Romeo 455 que foi produzida até o começo dos anos de 1960. O modelo estava disponível com tração integral.